# Tadelech Bekele (maratoneta 1991)
Tadelech Bekele (11 aprile 1991) è un'ex maratoneta etiope.

## Campionati nazionali
2011
- 8ª ai campionati etiopi, 5000 m piani - 16'25"4

## Altre competizioni internazionali
2011
- 4ª alla Mezza maratona di Göteborg ( Göteborg) - 1h12'09"
- Argento al Birell Grand Prix ( Praga), 5 km - 15'51"

2012
- Argento alla Mezza maratona di Göteborg ( Göteborg) - 1h09'31"
- Oro al Birell Grand Prix ( Praga), 5 km - 15'48"

2013
- 7ª alla Mezza maratona di Lisbona ( Lisbona) - 1h11'59"
- Bronzo alla Mezza maratona di Valencia ( Valencia) - 1h08'38"
- Argento alla Mezza maratona di Yangzhou ( Yangzhou) - 1h08'45"

2014
- 4ª alla Maratona di Berlino ( Berlino) - 2h23'02"
- 7ª alla Mezza maratona di Delhi ( Nuova Delhi) - 1h10'07"
- Oro alla Mezza maratona di Berlino ( Berlino) - 1h10'05"
- Argento alla Mezza maratona di Göteborg ( Göteborg) - 1h10'24"

2015
- 4ª alla Maratona di Berlino ( Berlino) - 2h25'01"
- 7ª alla Maratona di Dubai ( Dubai) - 2h22'51"
- 5ª alla Mezza maratona di Delhi ( Nuova Delhi) - 1h08'52"

2016
- 14ª alla Maratona di Boston ( Boston) - 2h44'20"
- Argento alla Toronto Waterfront Marathon ( Toronto) - 2h26'29"
- 11ª alla Mezza maratona di Ras al-Khaima ( Ras al-Khaima) - 1h09'08"

2017
- Oro alla Maratona di Amsterdam ( Amsterdam) - 2h21'54"
- Bronzo alla Maratona di Praga ( Praga) - 2h22'23"
- 4ª alla Maratona di Dubai ( Dubai) - 2h24'04"

2018
- Bronzo alla Maratona di Londra ( Londra) - 2h21'40"
- Oro alla Maratona di Amsterdam ( Amsterdam) - 2h21'54"

2019
- 8ª alla Maratona di Valencia ( Valencia) - 2h22'53"

2022
- 5ª alla Maratona di Barcellona ( Barcellona) - 2h30'04"